# Puiești (gmina w okręgu Vaslui)
Puiești – gmina w Rumunii, w okręgu Vaslui. Obejmuje miejscowości Bărtăluș-Mocani, Bărtăluș-Răzeși, Călimănești, Cetățuia, Cristești, Fântânele, Fulgu, Gâlțești, Iezer, Lălești, Puiești, Rotari i Ruși. W 2011 roku liczyła 4661 mieszkańców.